# مانويل مارتينيز (مبارز بالسيف)
مانويل مارتينيز (بالإسبانية: Manuel Martínez)‏ هو مبارز بالسيف إسباني، ولد في 6 أبريل 1939 في بلنسية في إسبانيا.

## وصلات خارجية
- مانويل مارتينيز على موقع أوليمبيديا (الإنجليزية)